# War er es?

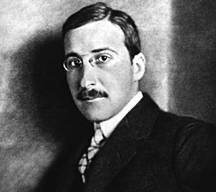
Stefan Zweig (ca. 1912)

War er es? ist eine Erzählung des österreichischen Autors Stefan Zweig.

## Entstehung und Veröffentlichung
Bei War er es? handelt es sich neben der Schachnovelle und der Spät Bezahlten Schuld um eine der letzten Novellen Stefan Zweigs, der nur kurz nach der Entstehung dieser Werke zusammen mit seiner Ehefrau Charlotte Altmann im brasilianischen Exil Suizid beging. 1942 erschienen diese drei Novellen erstmals in portugiesischer Übersetzung von Odilon Gallotti und Elias Davidovich in der Sammlung As três paixões. Três novelas beim Verleger Abraham Koogan; ein Jahr später erschien War er es? in einer englischen Fassung unter dem Titel Jupiter in der Zeitschrift Collier’s. Das deutsche Original wurde erst 1987 in einer Sammlung des S. Fischer Verlags veröffentlicht.

## Inhalt
Schauplatz der Erzählung ist die englische Stadt Bath, wo Zweig kurzzeitig vor seiner weiteren Flucht nach Brasilien Zuflucht gefunden hatte. Dorthin hatte sich auch die Erzählerin der Geschichte Betsy mit ihrem Ehemann, einem pensionierten Beamten, zurückgezogen. Die Erzählung dreht sich um eine ihrer Nachbarn, dem kinderlosen Ehepaar Limpley, dem Betsy die Bulldogge Ponto schenkt. Diesem widmet der etwas aufdringliche Ehemann Mr. Limpley immer mehr Aufmerksamkeit (zeitweise sei der Hund fast wie der Herr erschienen), bis seine Frau plötzlich doch schwanger wird. Aus Eifersucht attackiert der Hund das Neugeborene, das nunmehr die Aufmerksamkeit seines Herren in Anspruch nimmt, und kann nur mit Mühe zurückgehalten werden. Es wird an einen Fleischermeister verschenkt. Als das Kinderwagen samt Kind in ein Kanal geworfen wird, vermutet Betsy, dass Ponto zurückgekehrt sei, um das Kind zu töten. In der englischen Fassung gibt es stattdessen ein glückliches Ende; Ponto wird zum Retter des Kindes.

## Rezeption und Forschung
Die Erzählung wurde in der Forschung bisher nur wenig rezipiert. Durch die Erzählperspektive entsteht eine Vertraulichkeit zum Geschehen. Trotz des Titels handelt die Erzählung weniger von der Frage, wer den Mord beging, und mehr von der komplexeren Schuldfrage. Diese Schuld werde laut Jean-Pierre Lefebvre nämlich auch von Mr. Limpley, der zu liebevoll mit seinem Haustier umgegangen sei, und Betsy, die das Tier erst den Limpleys schenkte, getragen. Lefebvre äußert außerdem die Vermutung, dass der Hund als zurückkehrende Gefahr sinnbildlich für die deutsche Armee stehen könne, die im Zweiten Weltkrieg erneut Europa bedrohte.